# حشره‌خوار کیسه‌دار باریک‌نوار
حشره‌خوار کیسه‌دار باریک‌نوار (نام علمی: Phascolosorex dorsalis) نام یک گونه از سرده حشره‌خوار کیسه‌دار است.